# Weitendorf (bei Brüel)
Weitendorf település Németországban, Mecklenburg-Elő-Pomeránia tartományban. Lakosainak száma 361 fő (2023. december 31.).

## Népesség
A település népességének változása:
| Lakosok száma | 379  | 381  | 368  | 370  | 361  |
|               | 2017 | 2019 | 2021 | 2022 | 2023 |